# The Devil's Rejects
 (octobre 2022).
Si vous disposez d'ouvrages ou d'articles de référence ou si vous connaissez des sites web de qualité traitant du thème abordé ici, merci de compléter l'article en donnant les références utiles à sa vérifiabilité et en les liant à la section « Notes et références ».
Série
La Maison des mille morts
(2003) 3 from Hell
(2019)
Pour plus de détails, voir Fiche technique et Distribution.
The Devil's Rejects est un film d'horreur américano-allemand écrit et réalisé par Rob Zombie, sorti en 2005.
Suite de La Maison des mille morts (2003), The Devil's Rejects sera suivi par 3 from Hell (2019).

## Synopsis
Mai 1978. Dans une ferme où vit une famille de psychopathes sanguinaires, le shérif John Quincy Wydell lance une grande offensive afin de déloger ceux qui ont abattu son frère plusieurs mois auparavant, pendant la nuit d'Halloween 1977.
Au cours de la fusillade, deux membres de la famille parviennent à s'enfuir. Commence alors une cavale pleine de cadavres et une traque hors norme pour le shérif John Quincy Wydell. En effet, souhaitant d'abord arrêter les Firefly, il se fait peu à peu justicier et décide, après avoir eu une vision de son défunt frère Georges (assassiné par les Firefly dans La Maison des mille morts) le suppliant de le venger, de torturer les Firefly, physiquement, mais surtout moralement. Les rôles de sadiques et de victimes s'échangent ainsi tout au long du film entre les Firefly et le shérif Wydell.

## Fiche technique
- Titre original et français : The Devil's Rejects
- Réalisation et scénario : Rob Zombie
- Décors : Anthony Tremblay
- Costumes : Yasmine Abraham
- Photographie : Phil Parmet
- Montage : Glenn Garland
- Musique : Tyler Bates
- Production : Mike Elliott, Andy Gould, Rob Zombie, Marco Mehlitz, Michael Ohoven, Peter Block, Michael Burns, Guy Oseary (en), Michael Paseornek et Julie Silverman
- Société de production : Lions Gate Film
- Budget : 7 millions de dollars
- Pays d'origine :  États-Unis,  Allemagne
- langue originale : anglais
- Format : couleur - 16 mm - 1,85:1 - son Dolby Digital / DTS / SDDS
- Genre : horreur, road movie
- Durée : 109 minutes
- Dates de sortie[1] :
  - États-Unis : 22 juillet 2005
  - Allemagne : 30 juillet 2005
  - France : 19 juillet 2006
  - Belgique : 26 juillet 2006
- Public[2] :

États-Unis : R
Allemagne : interdit aux moins de 18 ans
France : interdit aux moins de 16 ans, avec avertissement 
Québec : interdit aux moins de 18 ans

## Distribution
Sauf indication contraire, les informations mentionnées dans cette section peuvent être confirmées par la base de données cinématographiques IMDb,  présente dans la section « Liens externes ».
- Sid Haig (VF : Féodor Atkine) : le capitaine Spaulding / James Cutter
- Bill Moseley (VF : Jean-François Vlérick) : Otis B. Driftwood
- Sheri Moon Zombie (VF : Laura Préjean) : Baby Firefly / Vera-Ellen
- William Forsythe (VF : Michel Vigné) : le shérif John Quincy Wydell
- Ken Foree (VF : Gilles Morvan) : Charlie Altamont
- Matthew McGrory : Tiny Firefly
- Leslie Easterbrook (VF : Michèle Bardollet) : Gloria Firefly
- Geoffrey Lewis (VF : Bernard Tiphaine) : Roy Sullivan
- Priscilla Barnes (VF : Isabelle Leprince) : Gloria Sullivan
- Dave Sheridan : l'officier Ray Dobson
- Kate Norby (en) (VF : Cathy Diraison) : Wendy Banjo
- Lew Temple (VF : Philippe Vincent) : Adam Banjo
- Danny Trejo (VF : Marc Alfos) : Rondo
- Dallas Page : Billy Ray Snapper
- Brian Posehn (VF : Sylvain Lemarié) : Jimmy
- Elizabeth Daily (VF : Odile Schmitt) : Candy
- Tom Towles : George Wydell
- Michael Berryman : Clevon
- P. J. Soles : Susan
- Deborah Van Valkenburgh : Casey
- Ginger Lynn Allen : Fanny
- Jossara Jinaro : Maria
- Chris Ellis : Coggs
- Mary Woronov : Abbie
- Daniel Roebuck : Morris Green
- Duane Whitaker : Dr Bankhead
- Michael « Red Bone » Alcott (VF : Daniel Lafourcade) : Darrell
- Jordan Orr (de) : Jamie
- Glenn Taranto (en) (VF : Yann Guillemot) : Derek Sanderson, le présentateur du journal TV
- Tyler Mane : Rufus « RJ » Firefly, Jr. (non crédité)
- Steve Railsback (VF : Michel Laroussi) : le shérif Ken Dwyer (non crédité)
- Robert Trebor (VF : Michel Dodane) : Marty Walker (non crédité)

 Source et légende : version française (VF) sur RS Doublage et selon le carton du doublage français sur le DVD zone 2.

## Production

### Tournage
Le tournage a débuté le 25 mai 2004 et s'est déroulé à Lancaster, Los Angeles et Palmdale.

### Bande originale
1. Dark Was the Night, Cold Was the Ground, interprété par Blind Willie Johnson
2. Midnight Rider, interprété par The Allman Brothers Band
3. Shambala, interprété par Three Dog Night
4. World Report, interprété par Anthony Goddard et Ron Komite
5. Brave Awakening, interprété par Terry Reid
6. It Wasn't God Who Made Honky Tonk Angels, interprété par Kitty Wells
7. Satan's Gotta Get Along without Me, interprété par Buck Owens
8. Top Story, interprété par Anthony Goddard et Ron Komite
9. Fooled Around and Fell in Love, interprété par Elvin Bishop
10. I Can't Quit You Baby, interprété par Otis Rush
11. Reelin' in the Years, interprété par Steely Dan
12. Funk No. 49, interprété par James Gang
13. Rock On, interprété par David Essex
14. Rocky Mountain Way, interprété par Joe Walsh
15. I Be's Troubled, interprété par Muddy Waters
16. Saturday Night Special, interprété par Lynyrd Skynyrd
17. To Be Treated Rite, interprété par Terry Reid
18. Free Bird, interprété par Lynyrd Skynyrd
19. Seed of Memory, interprété par Terry Reid

## Autour du film
- Lors d'une scène, Bela Lugosi tire un levier dans un film diffusé à la télévision. Il s'agit de La Fiancée du monstre, film américain réalisé par Ed Wood en 1955.
- Le frère de Sheri Moon fait une petite apparition en tant qu'officier de police durant la fusillade d'ouverture. Venu initialement en tant que simple visiteur, le cinéaste lui demanda de participer puisqu'il savait très bien se servir d'armes à feu.
- Le film devait au départ posséder une intrigue secondaire impliquant le Dr Satan, mais lors d'une entrevue, Rob Zombie décréta qu'il avait finalement préféré supprimer toutes ces scènes puisque cela aurait été comme voir Chewbacca dans Bonnie and Clyde (1967).
- Près d'une centaine de plans numériques sont utilisés dans le film, majoritairement pour les scènes gores. Les scènes impliquant des objets entrant en contact direct avec la peau (l'égorgement, les impacts dans la tête ou le cou...) ont été créées numériquement, tandis que les impacts sur les parties couvertes du corps ont été réalisées à l'ancienne. Rob Zombie avait au départ l'intention de n'utiliser que des techniques disponibles dans les années 1970, mais des contraintes de temps l'en empêchèrent[6].
- Leslie Easterbrook remplace Karen Black pour le rôle de Mother Firefly.
- Tyler Mane fait une brève apparition au début du film dans le rôle de Rufus 'R.J.' Firefly Jr à la place de Robert Allen Mukes.
- Le film a été dédié à la mémoire de Matthew McGrory, l'interprète du rôle de Tiny, décédé en 2005.
- Quand le capitaine Spaulding se sert du café au début du film, il est écrit « hate » sur sa main gauche en référence au personnage joué par Robert Mitchum dans le film La Nuit du chasseur.[réf. nécessaire]